# Soneda Yutaka
Yutaka Soneda (曽根田 穣 Soneda Yutaka, sinh ngày 29 tháng 8 năm 1994) là một cầu thủ bóng đá người Nhật Bản. Anh thi đấu cho Ventforet Kofu.

## Sự nghiệp
Yutaka Soneda gia nhập câu lạc bộ tại J1 League Ventforet Kofu năm 2017.